# Казелетте
Казелетте (итал. Caselette) — коммуна в Италии, располагается в регионе Пьемонт, в провинции Турин.
Население составляет 2641 человек (2008 г.), плотность населения составляет 186 чел./км². Занимает площадь 14 км². Почтовый индекс — 10040. Телефонный код — 011.
Покровителями коммуны почитаются святой Георгий, празднование 23 апреля, а также святые Марий, Марта, Аудифакс и Аввакум, празднование 19 января.

## Демография
Динамика населения:

## Администрация коммуны
- Официальный сайт: http://www.comunecaselette.it/

## Ссылки

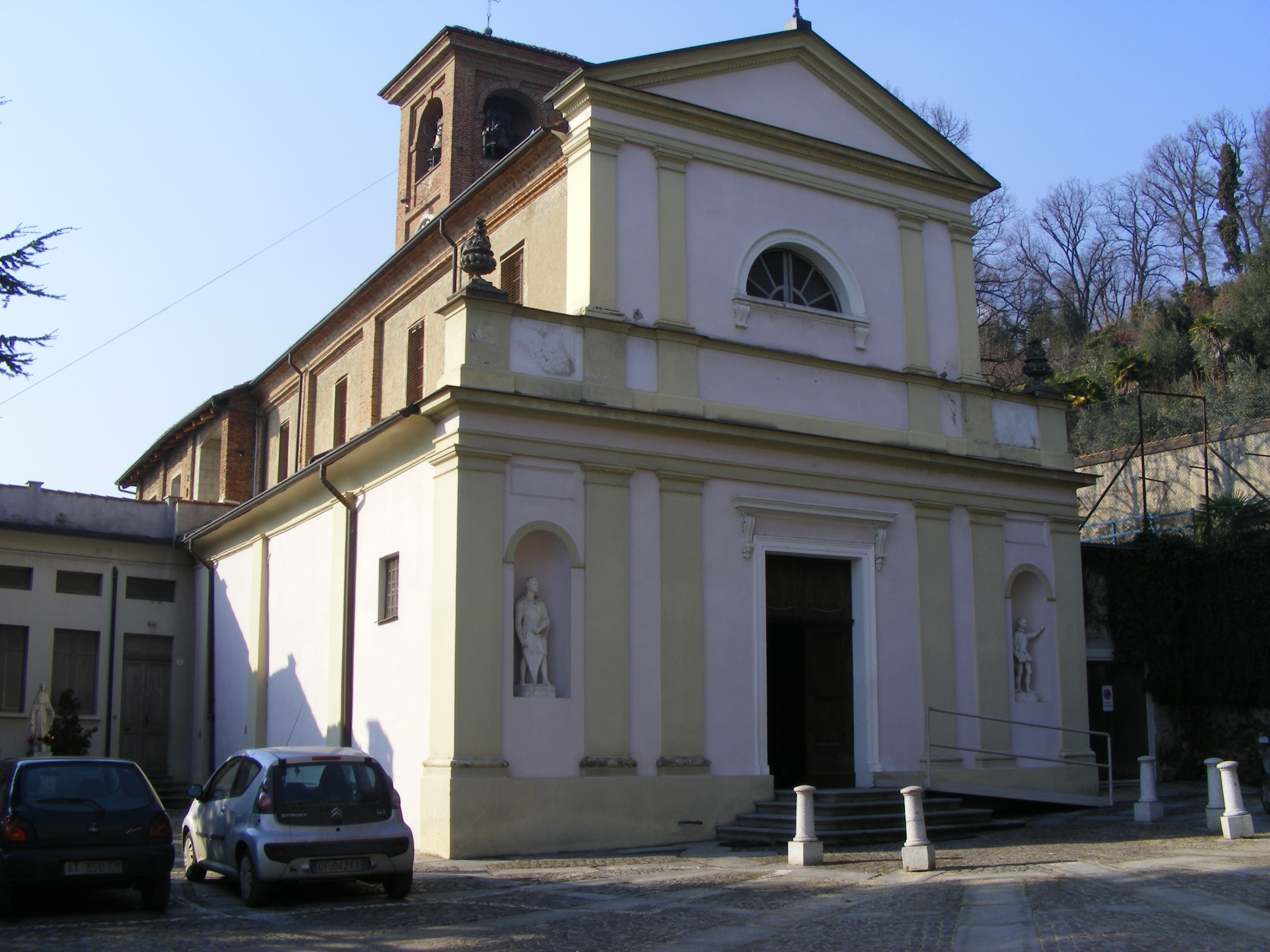
Церковь святого мученика Георгия (Казелетте)